# Bradina aaronalis
Bradina aaronalis är en fjärilsart som beskrevs av William Schaus 1924. Bradina aaronalis ingår i släktet Bradina och familjen Crambidae. Inga underarter finns listade i Catalogue of Life.